# En liten prinsessa
För Amanda Kerfstedts bok med samma namn, se En liten prinsessa (bok).
En liten prinsessa, även känd under titeln Lilla prinsessan (originaltitel: A Little Princess) är en barnbok av Frances Hodgson Burnett ursprungligen publicerad år 1905. Boken är en förlängd version av berättelsen Sara Crewe: or, What Happened at Miss Minchin's Boarding School, som var en följetong vilken publicerades tidningen i St. Nicholas Magazine under år 1888.
Burnett ska ha upptäckt att hon missat många detaljer då hon först skrev berättelsen. Då hon skrev en pjäs baserad på berättelsen uteblev vissa karaktärer. Redaktörerna ska ha bett henne att publicera en ny version av novellen, vilket resulterade i en hel roman. Vissa detaljer från den ursprungliga novellen uteblev dock helt från romanen.

## Tillkomst
Handlingen verkar delvis vara inspirerad av Charlotte Brontës oavslutade roman Emma, vars två första kapitel handlar om en arvtagerska med ett mystiskt förflutet - hon har tydligen övergetts vid en internatskola.
Sammanhanget är att huvudpersonen i En liten prinsessa, Sara Crewe, lämnas vid Miss Minchin's internatskola, förlorar sin far, får utföra slavarbete och finner en vän i en indisk gentleman - som visar sig vara en nära vän till Saras pappa. Boken blir dock mer detaljerad efter den första tredjedelen.
Många av karaktärerna är väldigt löst definierade. Studenterna behandlas som en grupp; endast Ermengarde nämns vid namn, och hennes samspel med Sara begränsas till att Sara frågar henne om böcker.
Efter att ha skrivit Sara Crewe började Burnett åter att arbeta på pjäsen om den Lilla Prinsessan - som då hette A Little Un-fairy Princess - år 1902, som spelades i London under hösten samma år. Pjäsen tog sig till New York under början av 1903, men vid den här tiden hade titeln kortats ned till A Little Princess - under vilken den är mest känd än idag.
Pjäsen blev med tiden även en succé även på Broadway, vilket ledde till att Burnett fick skriva om berättelsen igen - denna gång som en fullängds-roman. Båda versionerna finns i tryck än idag.

## Handling
Sara Crewe är en väldigt intelligent, artig och kreativ ung flicka. Hennes pappa, Kapten Crewe, är en rik soldat stationerad i Indien. Sara skickas hela vägen från Indien till London för att få en formell utbildning. Sara träffar snart den kvinnliga rektorn, Miss Minchin, som ogillar Sara redan från första stund - men försöker smickra henne då hennes far är en förmögen man. Sara umgås med sin pappa i några dagar - de går runt i staden och handlar kläder. Samtidigt söker hon desperat efter en speciell docka, som hon hittar till slut och döper till Emily. Kapten Crewe lämnar Sara för att resa tillbaka till Indien. Sara hatas av Lavinia, som är avundsjuk på henne då hon själv var den populäraste eleven på skolan fram till Saras ankomst.
På Saras elfte födelsedag får hon en docka av sin far, vilken hon döper till "Sista dockan" då hon snart är för gammal för dockor. Under Saras födelsedag får Miss Minchin besök av Kapten Crewes advokat, som informerar henne om att hans klient dött utfattig. Kalaset avbryts och Sara får klart för sig att hon nu måste arbeta för att kunna fortsätta sin utbildning. Hon får dessutom bo på vinden, blir i fortsättningen illa behandlad och är ofta hungrig.
Samtidigt anländer en sjuk man från Indien, Tom Carrisford, till huset intill skolan - han letar efter sin väns dotter och hoppas på att finna henne i Paris eller Ryssland. Därefter tar handlingen en oväntad vändning, då herr Carrisfords vän var Kapten Crewe - och flickan han letar efter är Sara! Han anar inte att Sara finns i byggnaden intill. En dag råkar hans assistent, Ram Dass, se Sara efter att hans apa tagit sig in i hennes rum. Han klättrar över taket för att återfå sin apa, och får då se under vilka omständigheter Sara bor i. Dass berättar allt för Carrisford, och tillsammans förbättrar de Saras tillvaro med presenter och överraskningar. Sara är väldigt tacksam gentemot de mystiska vännerna, men anar inte vilka de är. Så, en dag, tar sig apan in i hennes rum igen mitt i natten och hon bestämmer sig för att lämna tillbaka djuret morgonen därpå. Herr Carrisford upptäcker att Sara är barnet han letat efter, och boken slutar lyckligt då Sara verkligen bevisar att hon är en "Prinsessa".

## Filmatiseringar

### Långfilmer
- År 1917 filmatiserades boken som Marys millioner, med Mary Pickford som Sara och Katherine Griffith som Miss Minchin.
- Boken filmatiserades igen år 1939 som Lilla prinsessan. I denna version gestaltades Sara av Shirley Temple och Miss Minchin av Mary Nash. Dock har slutet ändrats en aning.
- En tredje filmatisering med titeln Den lilla prinsessan hade premiär år 1995. Liesel Matthews hade huvudrollen som Sara medan Miss Minchin gestaltades av Eleanor Bron. Detta är en nyinspelning av filmversionen med Shirley Temple.
- År 1997 gjordes en rysk filmatisering av boken, med titeln Malenkaya printsessa - med Anastasiya Meskova som Sara och Alla Demidova som Miss Minchin.

### TV-serier
- År 1973 gjordes miniserien A Little Princess, som är väldigt trogen boken.
- År 1985 gjordes en japansk anime-serie med titeln Princess Sara. Serien varade i 46 avsnitt, där både nya karaktärer och äventyr förts in. Serien anses av många vara den bästa filmatiseringen och blev en stor succé både i Japan och i stora delar av Europa. Saras röst gjordes av Sumi Shimamoto.
- 1986 hade ännu en miniserie, även den med titeln A Little Princess, premiär, och även denna är väldigt trogen boken. I denna version spelas Sara av Amelia Shankley.
- Ett avsnitt av TV-serien VeggieTales med titeln The Penniless Princess från år 2012 är baserad på boken.